# Ulica Malarska we Wrocławiu
Ulica Malarska – ulica położona we Wrocławiu na Starym Mieście. Łączy ulicę Odrzańską z ulicą Kiełbaśniczą. Ma 84 m długości. Przy tej ulicy położony jest zespół zabytkowych kamieniczek, których południowe elewacje tworzą północną pierzeję Starych Jatek .

## Historia
Ulica do około 1497 r. nie miała nazwy i określana była w odniesieniu do jej położenia względem Starych Jatek lub kościoła św. Elżbiety. Traktowana była bowiem jako zaplecze dla Wielkich Jatek powstałych w XIII wieku (Stare Jatki). Dopiero po nabyciu przy tej ulicy jednego z domów przed 1497 r. przez cech malarzy otrzymała ona nazwę nawiązującą właśnie do tej grupy twórców.
Odbudowę i remonty istniejącej tu, a zniszczonej lub znacząco uszkodzonej zabudowy, prowadzono po wojnie i w 1958 r. oddano pierwsze budynki pod adresem 19-24, kolejne pod numerami 7-11. Roboty kontynuowano od 1969 r..

## Nazwy
W swojej historii ulica nosiła następujące nazwy: 
- Mała Malarska, przed 1497 r. do 1741 r.[a][2]
- Za Wielkimi Jatkami, XVIII wiek[3]
- Malergasse, od 1741 r. do 1945 r.[2][3][5]
- Malarska, do 1945 r.[1][2][6].

Pierwsza nazwa ulicy Mała Malarska została przypisana jej po nabyciu przez cech malarzy domu położonego przy tej ulicy. Nazwy tej ulicy począwszy od 1741 r. odnoszą się do cechu malarzy, przy czym nazwa ta pojawia się wówczas w dokumentach podatkowych i tylko w odniesieniu do zabudowy północnej, gdyż domy po stronie południowej nadal przypisane były do Jatek. Współczesna nazwa ulicy została nadana przez Zarząd Miejski i ogłoszona w okólniku nr 97 z 31.11.1945 r..

## Układ drogowy
Do ulicy przypisana jest droga gminna o długości 84 m klasy dojazdowej.
Ulice i place powiązane z ulicą Malarską:
- skrzyżowanie: ulica Odrzańska[1][9]
- skrzyżowanie: ulica Kiełbaśnicza[1][10].

## Zabudowa i zagospodarowanie
Ulica Malarska znajduje się w obrębie Starego Miasta, w którym dominuje zabudowa mieszkalna i usługowa, ze szczególnym naciskiem na tworzenie miejsc centrotwórczych, przy równoczesnej ochronie zabytków i historycznego układu przestrzennego.
Po obu stronach ulicy, północnej i południowej, znajduje się zabudowa ciągła, pierzejowa. Południową część stanowią zabytkowe kamieniczki, których fasady południowe stanowią północną pierzeję Starych Jatek, gdzie współcześnie zlokalizowano lokale handlowe i galerie, między innymi związane z malarstwem. Północną pierzeję tworzą trzy zachowane kamienice oraz dwa budynki powojenne uzupełniające zniszczoną zabudowę  .

## Ochrona i zabytki
Obszar, na którym położona jest ulica Więzienna, podlega ochronie w ramach zespołu urbanistycznego Starego Miasta z XIII-XIX wieku, wpisanego do rejestru zabytków pod nr. rej.: 196 z 15.02.1962 oraz A/1580/212 z 12.05.1967 r.. Inną formą ochrony tych obszarów jest ustanowienie historycznego centrum miasta, w nieco szerszym obszarowo zakresie niż wyżej wskazany zespół urbanistyczny, jako pomnik historii  . Samo miasto włączyło ten obszar jako cenny i wymagający ochrony do Parku Kulturowego "Stare Miasto", który zakłada ochronę krajobrazu kulturowego oraz uporządkowanie, zachowanie i właściwe kształtowanie krajobrazu kulturowego i historycznego charakteru najstarszej części miasta . Ochronę narzucają także miejscowe plany zagospodarowania przestrzennego, między innymi w zakresie zachowania określonych elementów budynków i kształtowania zabudowy .
Przy ulicy i w najbliższym sąsiedztwie znajdują się następujące zabytki:
| obiekt, położenie                                                                               | powstanie                                                                                               | nr rej.                                                    | foto |
| ----------------------------------------------------------------------------------------------- | --- | ---------------------------------------------------------- | ---- |
| zamknięcie zachodniej osi widokowej                                                             | |                                                            |      |
| Kamienica, ob. Hotel PRIMA BEST WESTERN z restauracją ulica Kiełbaśnicza 19                     | ok. 1880 r., ok. 2000 r. XV-XX w.                                                                       | A/1502/514/Wm z dn. 24.03.1993                             |      |
| pierzeja południowa                                                                             | |                                                            |      |
| Kamieniczka w zespole kramów "Stare Jatki" ulica Malarska 1-2                                   | XIV w., XVIII w., l. 1969-1970 (odbudowa i remont), ok. 2010 r. (remont) XVII-XVIII w., po 1945 r.      | 122-128 z dn. 6.12.1949 r. oraz A/1610/91 z dn. 12.02.1962 |      |
| Kamieniczka w zespole kramów "Stare Jatki" ulica Malarska 3-6                                   | XIV w., XVIII w., l. 1965-1968 (odbudowa i remont), 2009 r. (remont) XVII-XVIII w., po 1945 r.          | 122-128 z dn. 6.12.1949 r. oraz A/1610/91 z dn. 12.02.1962 |      |
| Kamieniczka w zespole kramów "Stare Jatki" ulica Malarska 7-11                                  | XIV w., XVIII w., l. 1965-1968 (odbudowa i remont), ok. 2008 r. (remont) XVII-XVIII w., po 1945 r.      | 122-128 z dn. 6.12.1949 r. oraz A/1610/91 z dn. 12.02.1962 |      |
| Kamieniczka w zespole kramów "Stare Jatki" ulica Malarska 12-15                                 | XIV w., 1558 r., XVIII w., l. 1970-1974 (odbudowa i remont), 2008 r. (remont) XVII-XVIII w., po 1945 r. | 122-128 z dn. 6.12.1949 r. oraz A/1610/91 z dn. 12.02.1962 |      |
| Kamieniczka w zespole kramów "Stare Jatki" ulica Malarska 16-18                                 | XIV w., XVIII w., l. 1970-1974 (odbudowa i remont), ok. 2008 r. (remont) XVII-XVIII w., po 1945 r.      | 122-128 z dn. 6.12.1949 r. oraz A/1610/91 z dn. 12.02.1962 |      |
| Kamieniczka w zespole kramów "Stare Jatki" ulica Malarska 19-24                                 | XIV w., XVIII w., l. 1950-1951 (remont i odbudowa), ok. 2008 r. (remont) XVII-XVIII w., po 1945 r.      | 122-128 z dn. 6.12.1949 r. oraz A/1610/91 z dn. 12.02.1962 |      |
| zamknięcie wschodniej osi widokowej                                                             | |                                                            |      |
| Kamienica "Pod Zielonym Preclem", ob. budynek mieszkalny z usługowym parterem ulica Odrzańska 8 | ok. 1830 r., 2011 r. (remont) XVIII/XIX w.                                                              | A/1513/117 z dn. 15.02.1962                                |      |
| pierzeja północna                                                                               | |                                                            |      |
| Kamienica z usługowym parterem ulica Malarska 25                                                | ok. 1880 r., ok. 1970 r.                                                                                | gez, mpzp                                                  |      |
| Kamienica rodziny Artzat, ob. budynek usługowo-biurowy z "Cafe Artzat" ulica Malarska 30        | 1690 r., l. 1970-1971 (remont), ok. 2008 r. (remont)                                                    | A/1609/92 z dn. 12.02.1962                                 |      |
| Kamienica, ob. budynek mieszkalny z usługowym parterem ulica Kiełbaśnicza 12                    | k. 1860-1880 r., l. 70.-80. XX w.                                                                       | gez, mpzp                                                  |      |